# باشگاه فوتبال نانسی
باشگاه فوتبال ای سی نانسی (به فرانسوی: Association sportive Nancy-Lorraine) یک باشگاه فوتبال در شهر نانسی در کشور فرانسه می‌باشد که در لیگ ملی فرانسه بازی می‌کند.
این باشگاه در سال ۱۹۶۷ تأسیس شده‌است. این باشگاه به عنوان جانشین باشگاه اف سی نانسی که در سال ۱۹۶۵ از هم فروپاشید برپا گشت. این باشگاه در تاریخ حضور خود در لیگ‌های ۱ و ۲ بازی کرده‌است. نانسی هیچگاه مقام اول را نصیب خود نکرد ولی ۴ مرتبه به مقام دومی دست یافت. بهترین نتیجه‌ای که نانسی به دست آورد در سال ۱۹۷۸ بود که جام کوپ دو فرانس (به فرانسوی: Coupe de France) را با شکست نیس در بازی نهایی از آن خود کرد. این باشگاه همچنین جام (به فرانسوی: Coupe de la Ligue) را در سال ۲۰۰۶ از آن خود کرد. ژک روسلو مدیریت این باشگاه را بر عهده دارد. وی به عنوان قائم مقام فدراسیون فوتبال فرانسه نیز خدمت می‌کند.